# Skinny jeans
Een skinny jeans, soms ook een wortelbroek genoemd, is een nauw aansluitende spijkerbroek met dunne broekspijpen. Dit model bestaat ook in andere materialen dan denim. Veelal bestaan skinny jeans zelf uit een mengeling van denim en enkele procenten elasthaan, zodat het mogelijk is om de nauwe broekspijpen over de voeten te trekken. Een andere mogelijkheid zijn ritssluitingen langs de pijpen.

## Geschiedenis
Skinny jeans kwamen voor het eerst op in de jaren 1950, voor zowel mannen als vrouwen. Na het hippietijdwerk, waarin brede broekspijpen modieus waren, kwamen skinny jeans opnieuw op, met name in de punkmode en later ook in de metalscene. Sinds 2005 en 2008 zijn skinny jeans, respectievelijk voor vrouwen en mannen, opnieuw in de mode. Skinny jeans bestaan in allerlei stijlen en kleuren.

## Stijlen
De skinny jeans kunnen op verschillende manieren worden gedragen:
- Baggy. De jeans zitten strak om de benen maar zitten los op de heupen en het achterwerk. De broek is doorgaans onderaan wat te lang en wordt overwegend gecombineerd met flatjes of sneakers.
- Normaal. Men draagt de skinny net als een gewone broek. De lengte is tot op de voet, en de broek sluit helemaal aan.
- Low waist. Veel skinny's zijn lage broeken, dus met een korte rits en een broekrand net boven de heupen.
- High waist. Deze skinny's combineren de mode van de hoge taille met de skinny trend. De jeans sluiten helemaal aan het lichaam aan, van de taille, waar de broek begint, tot de voet.
- Long. De skinny's kunnen zowel low als high waist zijn, en zijn wat langer dan de normale skinny. Op deze manier worden de skinny's vaak gecombineerd met pumps, waardoor de benen optisch langer en het achterwerk kleiner lijken.
- Hawreich waist. Men draagt de skinny net als de Low waist versie alleen is deze strakker rond de heup, waardoor het achterwerk breder lijkt.
- Free Cologne waist. De taille rond de heup wordt soepeler gedragen vergeleken met de pasvorm rond het kruis en het onderbeen. De skinny's gaan rond de enkel en worden meestal gedragen is een hoge schoen. Het dragen van een riem is optioneel voor deze stijl.

## Media
De Nederlandse groep Le Le had in 2008 een bescheiden hit met het nummer "Skinny Jeans". In de videoclip is een meisje te zien dat, ondanks veel moeite, haar skinny jeans niet aan kan krijgen.

## Galerij

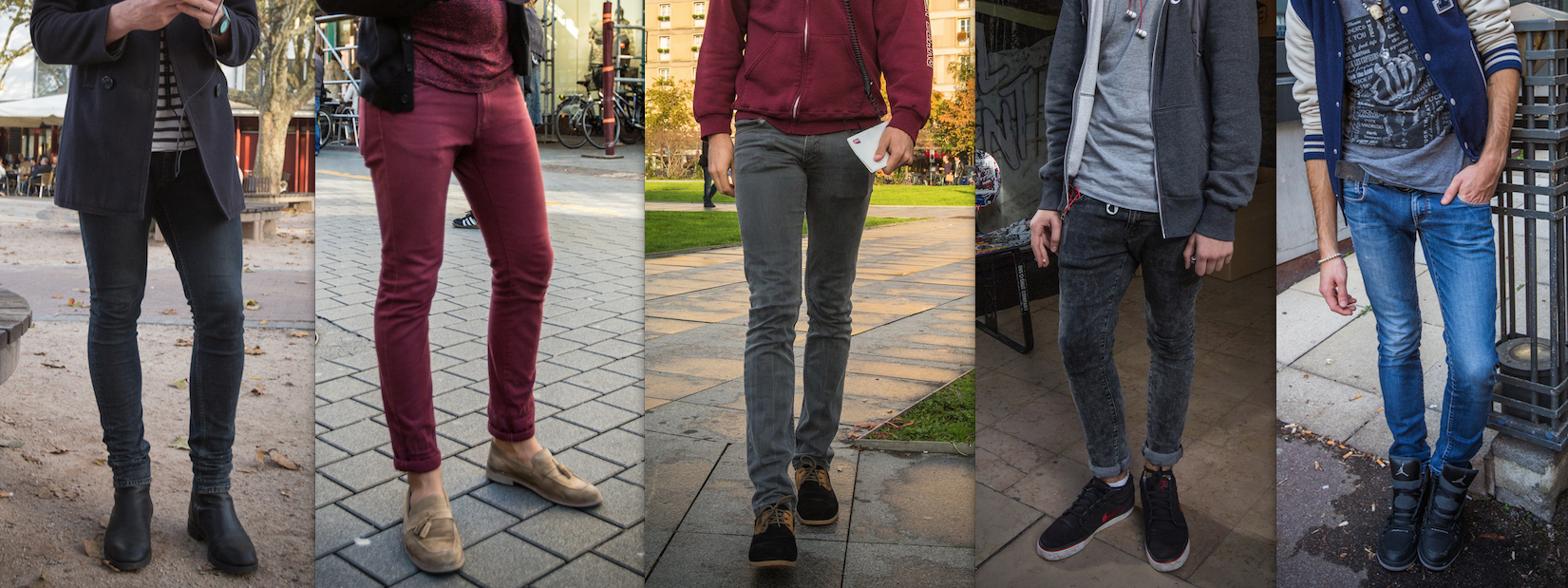
Mannen in verschillende soorten skinny jeans (2013)
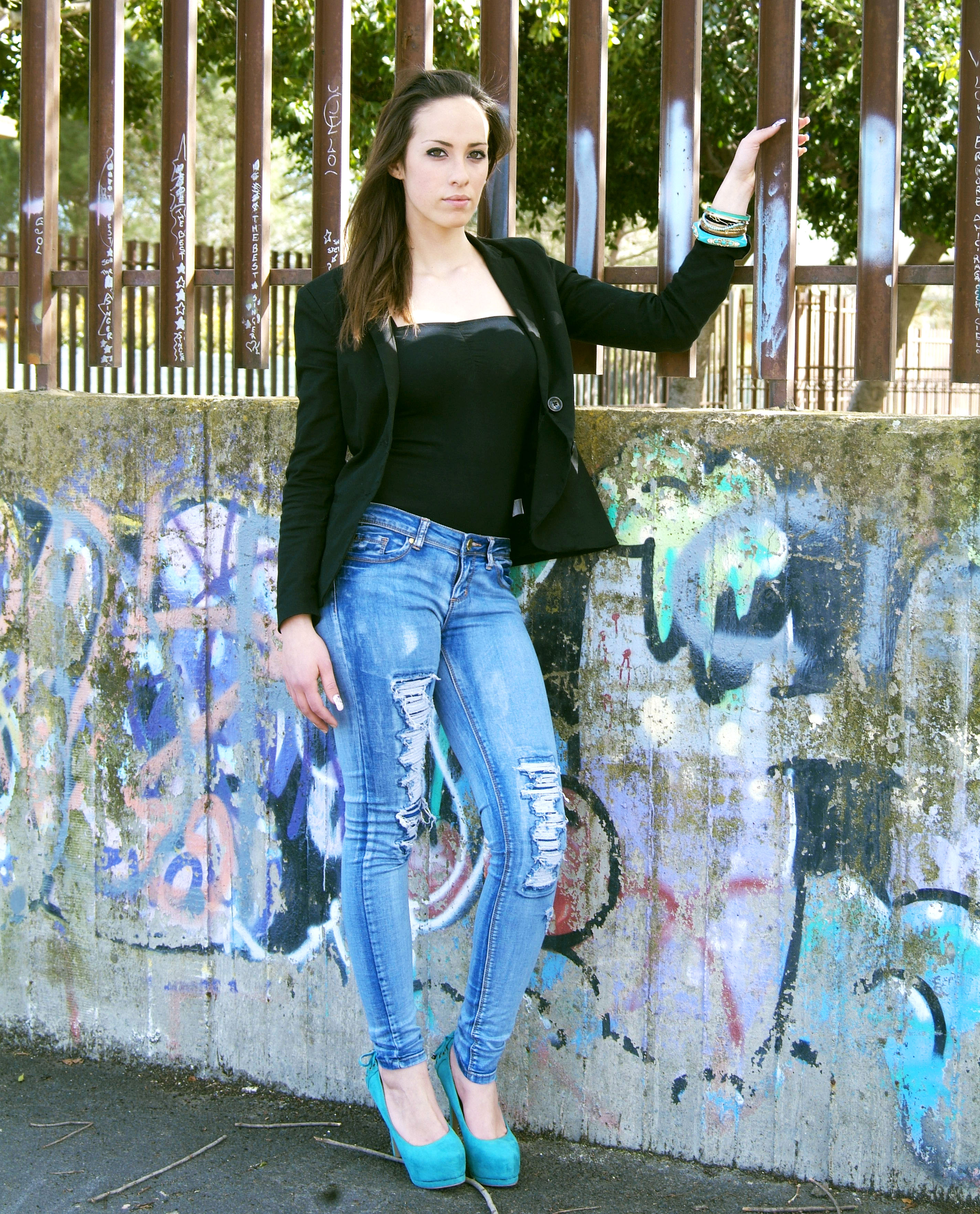
Vrouw in skinny jeans (2013)